# Lauerscher Grenzgraben
Der Lauersche Grenzgraben ist ein künstlich angelegtes Gewässer im Süden Leipzigs, das zur Versorgung von Fließgewässern im südlichen Leipziger Auenwald dient, die durch den Braunkohlebergbau von ihren Oberläufen abgeschnitten wurden. Wasserrechtlich ist es ein Gewässer II. Ordnung.

## Name
Das Gut Lauer war ein ehemaliges Rittergut, das 1920 nach Knauthain eingemeindet und mit diesem 1936 zu Leipzig gekommen war. 1987 wurde es im Abbaufeld des Tagebaus Cospuden abgerissen. Die Gemarkung Lauer umfasst etwa die nördliche Hälfte des Cospudener Sees und nach Norden noch einen etwa 800 Meter breiten Landstreifen. In der Nähe der Nordgrenze der Gemarkung verläuft der Lauersche Grenzgraben.

## Funktion
Während zum Betrieb des Tagebaus Zwenkau und des sich anschließenden Tagebaus Cospuden die größeren Flüsse Weiße Elster und Pleiße verlegt und begradigt wurden, wurden kleinere Flüsse wie Batschke und Paußnitz, die den südlichen Leipziger Auenwald durchflossen, in ihren Oberläufen abgebaggert. Um Batschke und Paußnitz in ihren Unterläufen wieder zu renaturieren, wird seit Beginn der 1990er Jahre über einen Düker, der das Elsterhochflutbett unterquert, Wasser aus der Weißen Elster entnommen und diesen Flüssen zugeführt. Das geschieht über den Lauerschen Grenzgraben.

## Verlauf
Am Beginn des Lauerschen Grenzgrabens liegen zwei Schönungsteiche zum Absetzen von aus der Elster eingetragenen Sedimenten. Vom ersten Schönungsteich führt ein etwa 70 Meter langes Teilstück zum zweiten Schönungsteich. Von diesem wendet sich der Lauersche Grenzgraben in östliche Richtung. Nach etwa 120 Metern zweigt der Paußnitzgraben nach Norden ab und nach 450 Metern die Paußnitz. Nach einem Richtungswechsel nach Südosten werden verrohrt die Kelchsteinlinie und die sogenannte Erlebnisachse zum Cospudener See unterquert. Hier verlässt er das Leipziger Stadtgebiet nach Markkleeberg. In der Nähe der Brücke, über die der Verbindungsweg vom Lauerschen Waldsee zum Cospudener See den Lauerschen Grenzgraben überquert, wird dieser in einem Düker unter der Wasserwegverbindung der beiden Seen hindurchgeführt, um dann in die Batschke zu münden.
Der gesamte Verlauf führt durch jungen Laubwald, der nach der Beräumung des Tagebauvorfeldes und nach der Einstellung dessen Vortriebs im Jahre 1990 entstanden ist. Der Lauf des Lauerschen Grenzgrabens ist streckenweise nur an dem ihn begleitenden Röhrichtstreifen zu erkennen.

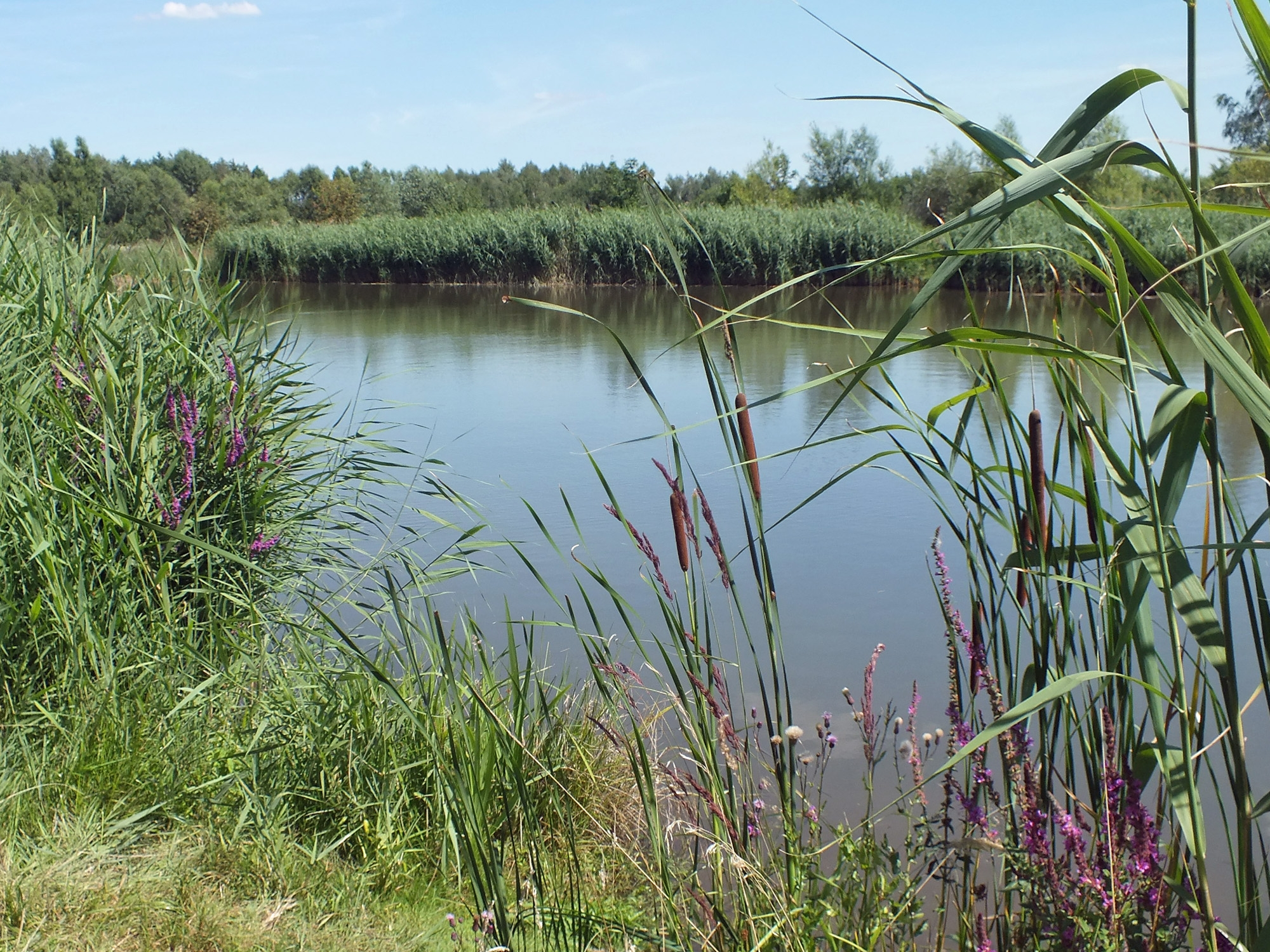
Erster Schönungsteich – Beginn des Lauerschen Grenzgrabens
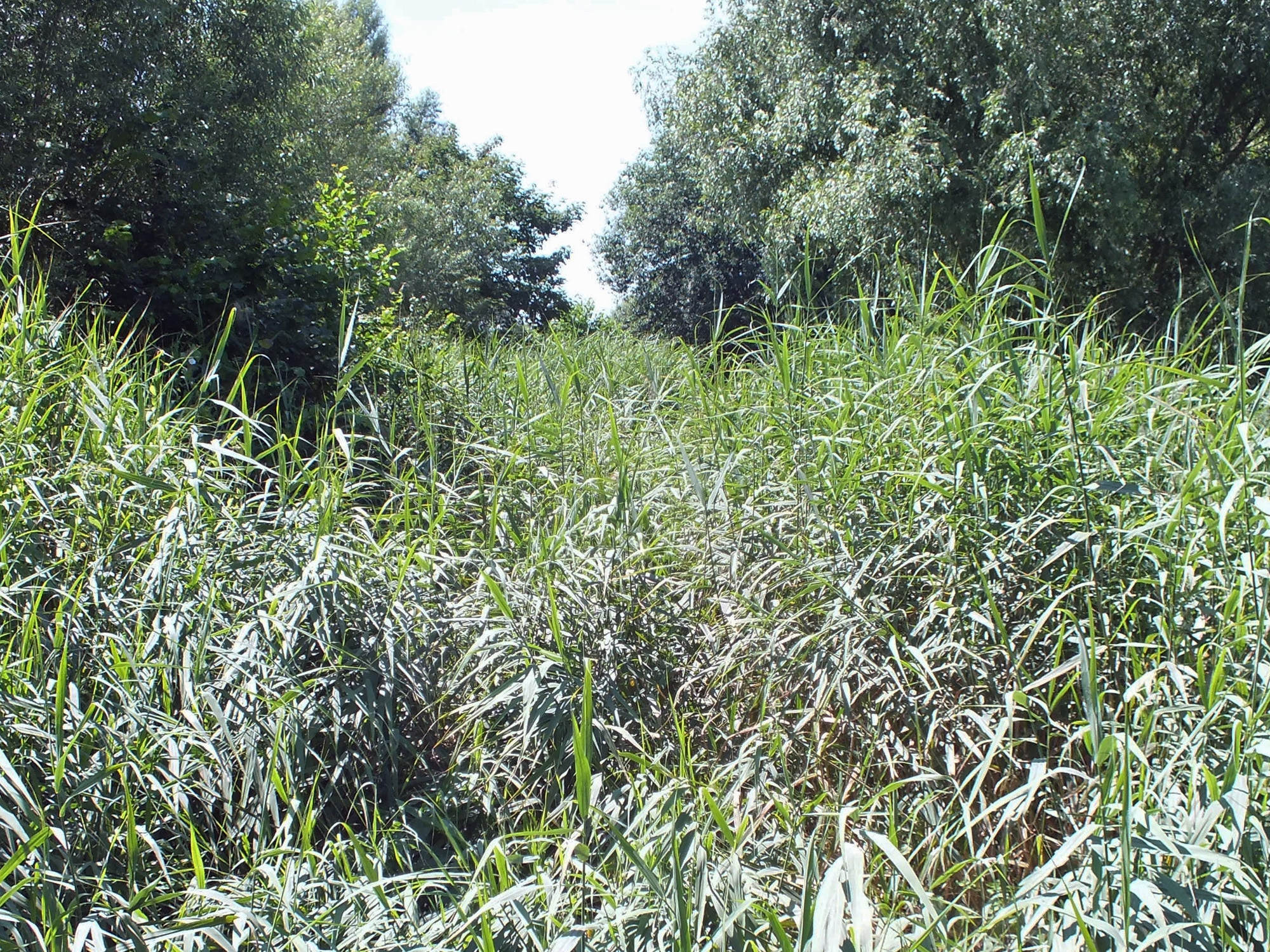
Nur ein Röhrichtstreifen markiert streckenweise seinen Verlauf
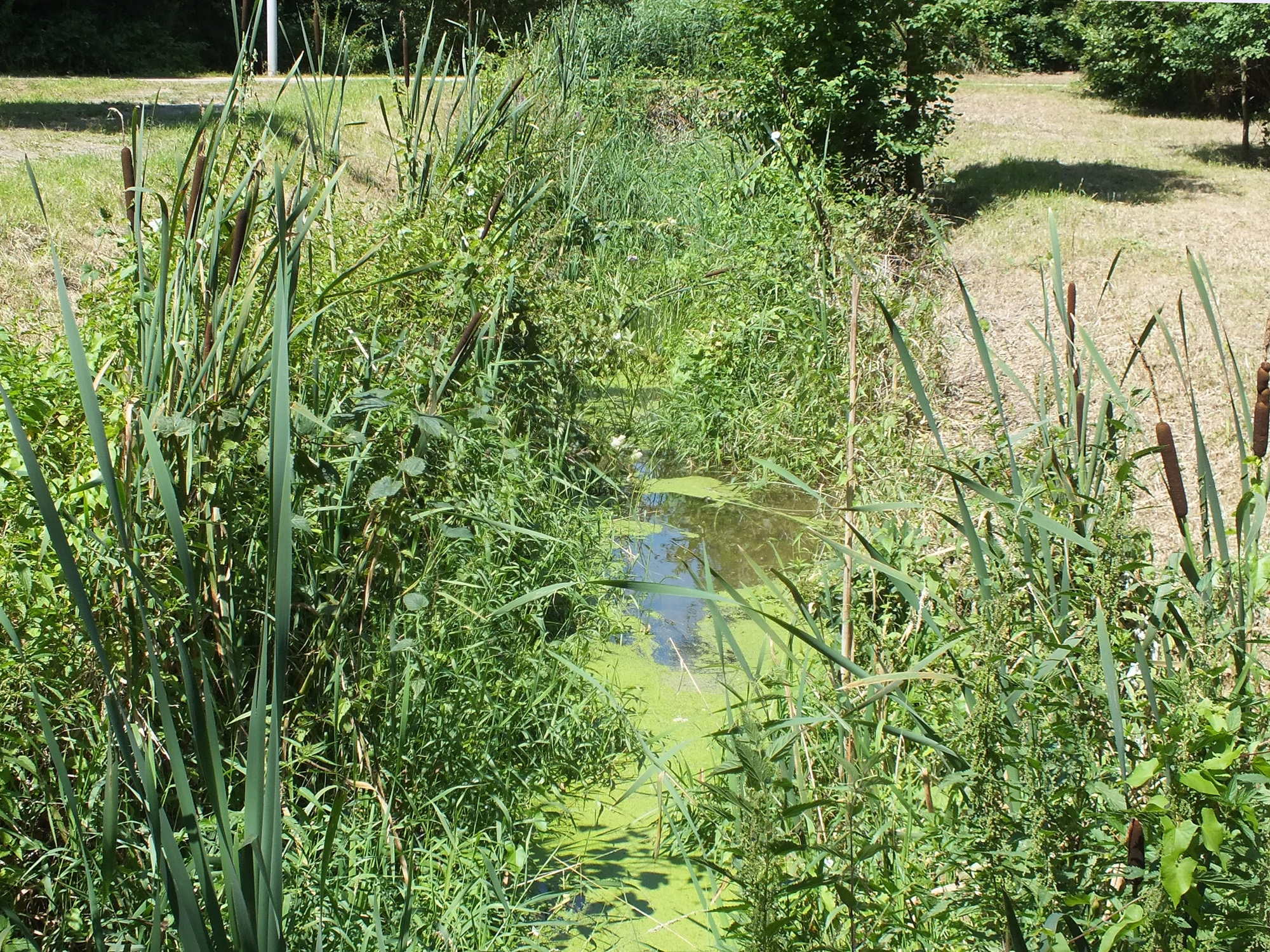
Der Lauersche Grenzgraben in der Nähe der Erlebnisachse zum Cospudener See
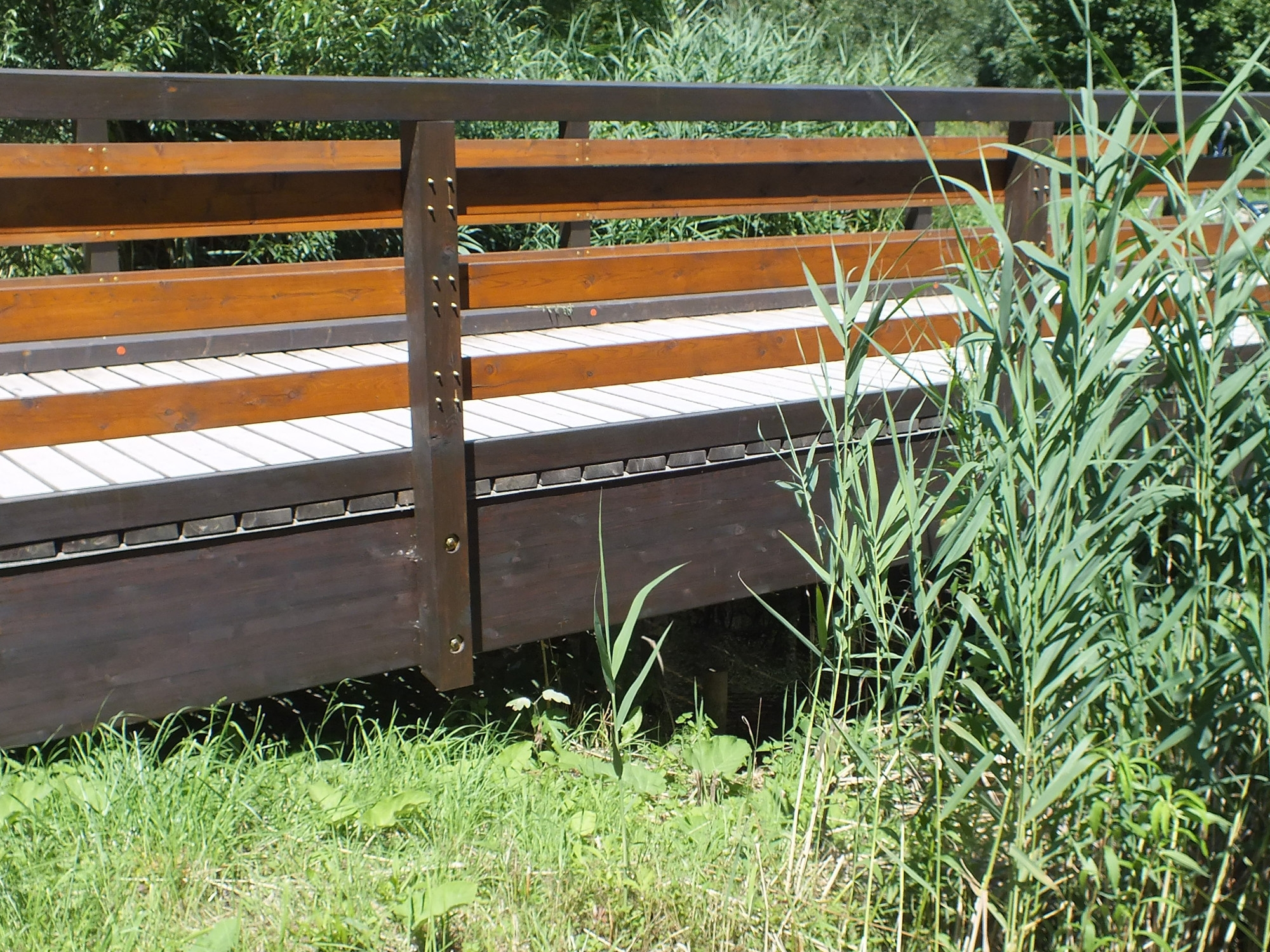
Brücke am Weg zwischen Cospudener See und Lauerschem Waldsee